# Xarardheere
Xarardheere (arab. هرارديري, Harardiri) – miasto w środkowej Somalii (Galmudug); w regionie Mudug; 13 386 mieszkańców (2005). Jest stolicą okręgu Xarardheere.